# American Enterprise Institute
L'American Enterprise Institute for Public Policy Research, noto semplicemente come American Enterprise Institute (AEI), è un think tank liberista che si occupa di ricerche nei campi della politica, governo, economia e benessere sociale. AEI è un'organizzazione senza scopo di lucro sostenuta principalmente da donazioni e contributi da parte di fondazioni, aziende e privati.
Fondata nel 1938 da un gruppo di uomini di affari guidati dall'industriale Lewis H. Brown, la sua missione è:
Secondo il 2011 Global Go To Think Tank Index Report (Think Tanks and Civil Societies Program, University of Pennsylvania), AEI è la 17a nella classifica delle prime trenta Think Tanks del mondo e la decima nelle prime cinquanta degli Stati Uniti.
L'AEI è strettamente collegata al liberismo e al neoconservatorismo, sebbene non ufficialmente di parte.
Arthur C. Brooks ne è presidente dal gennaio 2009. Questa organizzazione ha avuto un ruolo nella negazione del riscaldamento globale.

## Membri
Tra gli attuali membri si annoverano Kevin Hassett, Ayaan Hirsi Ali, Michael Barone, Nicholas Eberstadt, Jonah Goldberg, Phil Gramm, Glenn Hubbard, Frederick Kagan, Leon Kass, Jon Kyl, Charles Murray, Norman Ornstein, Mark J. Perry, Danielle Pletka, Michael Rubin, Gary Schmitt, Christina Hoff Sommers, Jim Talent, Peter J. Wallison, Michael R. Strain, Bill Lenner e W. Bradford Wilcox.
Tra i più noti si annoverano:
l'ex Presidente Gerald Ford, William J. Baroody Jr., William J. Baroody Sr., Robert Bork, Arthur F. Burns, Ronald Coase, Dinesh D'Souza, Alfred de Grazia, Christopher DeMuth, Martin Feldstein, Milton Friedman, David Frum, Reuel Marc Gerecht, David Gergen, Newt Gingrich, James K. Glassman, Jeane Kirkpatrick, Irving Kristol, Michael Ledeen, Seymour Martin Lipset, John Lott, James C. Miller III, Joshua Muravchik, Michael Novak, Richard Perle, Nathan Roscoe Pound, Laurence Silberman, Antonin Scalia, Ben Wattenberg e James Q. Wilson.
Alcuni membri dello staff dell'AEI sono considerati tra gli artefici della politica pubblica ed estera della presidenza di George W. Bush. Più di venti membri hanno prestato servizio o nell'amministrazione Bush o in una delle tante commissioni governative del periodo. Tra i più eminenti esponenti ufficiali del governo ora affiliati alla AEI troviamo: il membro del Consiglio di amministrazione dell'AEI Dick Cheney, vicepresidente di George W. Bush; John R. Bolton, ex Ambasciatore presso le Nazioni Unite; Lynne Cheney, ex presidentessa del National Endowment for the Humanities; Paul Wolfowitz, ex vice-segretario della Difesa.